# Sistema elettorale misto
Un sistema elettorale misto è un sistema elettorale nel quale l'assegnazione dei seggi funziona tramite meccanismi misti sia dei sistemi maggioritari, sia di quelli proporzionali.

## Storia e definizione
Secondo la definizione di Blais e Massicotte, un sistema misto è quel sistema che presenta contemporaneamente formule maggioritarie e proporzionali. Secondo un'altra visione, non ritenuta però precisa come la precedente, sono misti quei sistemi elettorali che producono, a livello di proporzionalità, risultati intermedi tra quelli maggioritari e quelli proporzionali. Come si può ben intuire, ciò che rende particolare il sistema elettorale misto è il fatto che esso sia composto da elementi classici, come in una sorta di mix, comuni ad entrambe le famiglie (proporzionale e maggioritario) alle quali si possono ricondurre tutte le leggi elettorali. 
Pur essendo stato l'austriaco Siegfried Geyerhahn il primo a ipotizzarli, essi si sono diffusi soprattutto durante gli anni novanta del secolo scorso, in varie parti del mondo (Russia, Giappone, Messico, Nuova Zelanda, Ungheria, Albania ecc.). Anche l'Italia ne è un esempio poiché, dal 1993 al 2005, la legge elettorale vigente è stato il c.d. "Mattarellum". Inoltre, nell'ottobre 2017, il Parlamento ha approvato una nuova legge elettorale mista (che è stata usata a partire dalle elezioni del 2018): il c.d. "Rosatellum". 
I sistemi misti si sono affermati anche per ovviare ai vari problemi che il proporzionale ed il maggioritario presentano: eccessiva frammentazione politica (con conseguente difficoltà nella governabilità), poca rappresentanza ecc.

## Classificazione
Fare una classificazione dei sistemi misti non è facile. Ciò a causa del fatto che ci possono essere una innumerevole varietà di combinazioni tra la parte proporzionale e quella maggioritaria. A questo va poi aggiunto la possibilità di avere soglie di sbarramento alte o più basse, l'uso delle preferenze o delle liste bloccate e, eventualmente, la presenza o meno di un premio di maggioranza. In ogni caso, volendo classificare i sistemi misti, si possono distinguere:
- Sistemi misti a "correzione completa": sono quei sistemi in cui, pur prevedendo la coesistenza della formula maggioritaria e di quella proporzionale, l’assegnazione totale dei seggi avviene esclusivamente in base al metodo proporzionale. Un esempio è il sistema elettorale tedesco.

- Sistemi misti a "semicorrezione": in questa categoria rientrano quei sistemi misti in cui i seggi pur essendo assegnati in due livelli distinti, tra parte maggioritaria e proporzionale, prevedono meccanismi di compensazione proporzionale a beneficio dei partiti minori che hanno subìto gli effetti distorsivi nella parte maggioritaria. Un esempio fu il c.d. "Mattarellum", con lo scorporo.

- Sistemi misti a "separazione completa" (definiti pure "sistemi paralleli"): in questa categoria rientrano quei sistemi misti in cui i seggi sono assegnati in due livelli distinti, tra parte maggioritaria e proporzionale. Un esempio è dato dal sistema elettorale russo, giapponese o dal c.d. "Rosatellum" attualmente in vigore in Italia.

All'interno di questa classificazione non trovano ovviamente spazio le c.d. leggi elettorali proporzionali con premio di maggioranza. In effetti, queste ultime, non sono altro che una variante del sistema proporzionale modificato o corretto, per favorire la governabilità, con un bonus in seggi da assegnare a chi ottiene più voti.

## Conclusioni
Nonostante le tante possibili differenze, i sistemi elettorali misti hanno dei tratti in comune. Nello specifico, la presenza di collegi uninominali per la parte maggioritaria e una quota proporzionale quasi sempre minoritaria, ma mai inferiore al 25%. Essi, potendo essere applicati sia in un parlamento monocamerale sia bicamerale, rappresentano spesso una buona soluzione di compromesso.